# Walk (Comethazine)
Walk è un singolo del rapper statunitense Comethazine, pubblicato il 24 agosto 2018.

## Tracce
1. Walk (Remix) (feat. ASAP Rocky) – 3:06

## Remix
Il remix ufficiale della canzone è stato realizzato in collaborazione con il rapper statunitense ASAP Rocky, pubblicato il 18 marzo 2019.